# Vire (naselje)
Vire je naselje in občina v severozahodni francoski regiji Spodnji Normandiji, podprefektura departmaja Calvados. Leta 2006 je naselje imelo 12.347 prebivalcev.

## Geografija
Kraj leži v pokrajini Bessin (Normandija) ob izlivu reke Virène v Vire, 60 km jugozahodno od središča regije Caena.

## Uprava
Vire se je leta 1953 združil z občino Neuville, leta 1972 pa še z občino Saint-Martin-de-Tallevende. Kraj je sedež istoimenskega kantona, v katerem se nahajajo poleg njegove še občine Coulonces, Maisoncelles-la-Jourdan, Roullours, Saint-Germain-de-Tallevende-la-Lande-Vaumont, Truttemer-le-Grand, Truttemer-le-Petit in Vaudry z 18.564 prebivalci.
Naselje je prav tako sedež okrožja, v katerem se nahajajo kantoni Aunay-sur-Odon, Condé-sur-Noireau, Bény-Bocage, Saint-Sever-Calvados, Vassy in Vire s 54.886 prebivalci.

## Zanimivosti
- Porte Horloge, mestna vrata z urnim zvonikom iz 13. stoletja, od 1886 francoski zgodovinski spomenik,
- gotska cerkev Notre-Dame de Vire iz 13. stoletja, obnovljena po drugi svetovni vojni.

## Pobratena mesta
- Atlacomulco (Mexico, Mehika),
- Baunatal (Hessen, Nemčija),
- Sâcele (Transilvanija, Romunija),
- Santa Fe, Granada (Andaluzija, Španija),
- Totnes (Anglija, Združeno kraljestvo).